# Fabio De Poli
Fabio De Poli (Genova, 1947) è un artista italiano.

## Biografia
Nato a Genova nel 1947, vive a Firenze. Nel 1964 frequenta l'Istituto d’Arte di Firenze specializzandosi in grafica pubblicitaria sotto la guida di Lucio Venna. 
Agli inizi degli anni Settanta produce una serie di lavori che Renato Barilli definisce «arte ricca».
Viene segnalato per la biennale dei giovani di Parigi da Enrico Crispolti; partecipa a numerose e importanti rassegne d’arte, si interessa al design industriale, progettando «mobili-oggetto» e collabora, insieme a Eugenio Miccini e Antonio Bueno, alla realizzazione della rivista «Visual».
Nei primi anni Ottanta cataloga le sue molteplici esperienze artistiche in una mostra intitolata Gulliver continua alla galleria De Foscherati di Bologna. Nel 1982 crea, insieme a Stefano Fiorelli, lo spazio espositivo La Parete presso L’Interno 92 di Firenze e, nel 1984, si trasferisce a Roma, ospite di Mario Ceroli, dove inizia un nuovo ciclo di lavori intitolato Roma. Nello stesso anno partecipa alla XXIX Biennale Nazionale d’Arte Città di Milano.
Le mostre personali e collettive si susseguono numerose, in esse Fabio De Poli presenta pitture di grande formato, lavori di grafica, «libri d’artista». Inventa la rivista «Meta, parole e immagini». Nel 1992 partecipa alla mostra Libro d’artista italiano al Museum of Modern Art di New York. Nel 1996 esce la monografia Fabio De Poli, opere 1969-1996 curata da Bruno Baglivo, edita da Polistampa. Nel 1997 espone a Satura di Genova presentato da Paolo Minetti. Nel 1998 espone con Mario Ceroli nella Sala d’Arme di Palazzo Vecchio di Firenze, Due atti unici. Nel 1999 Gillo Dorfles e Paolo Minetti presentano alla Biblioteca Nazionale Centrale di Firenze il suo libro d’artista Pour Moi. Nello stesso anno realizza la sua prima mostra virtuale, The most beautiful art exhibition in the world.
Numerose esposizioni e installazioni convalidano la sua presenza a Firenze, Pescia, Montecatini, Pistoia, Vasto, Crema, Finale Ligure, fino ad arrivare alle due importanti mostre antologiche milanesi, alla galleria Farsettiarte, dove viene peraltro presentato, nel 2004, il volume Fabio De Poli. Tracce d’artista edito da DoGi. L’anno successivo è presente all’Archivio della Biennale delle Arti del Mediterraneo di Salerno ed espone al Museo della carta di Pietrabuona (Pescia). Crea, inoltre, per la Fiditoscana una collezione di 50 collages originali.
È presente nel volume La storia dell’arte del italiana, Edizioni Bora, a cura di Giorgio Di Genova, mentre realizza a Motrone, per Casafarsetti la performance Ibis e George. A Firenze, in Palazzo Vecchio, in occasione dell’Omaggio a Monicelli realizza un affiche del film Parenti Serpenti. Consegna un’opera dedicata all’11 settembre al Consolato Americano di Firenze e inaugura al Palace Hotel di Vasto, uno spazio arte diretto da Nicola Cucinieri, realizzando un’installazione permanente di 63 lavori dal titolo Ritratto continuo. Nella stessa Vasto crea due mosaici esterni di cento metri quadri su abitazione civile progettata dallo Studio Dearch.
Nel 2003, con la collaborazione di Bruno Baglivo, cura la direzione artistica di Villa Ce.S.I., Impruneta, Firenze, presentando una mostra di Urano Palma.
Dal 2004 inizia un rapporto con Gianni e David Overi progettando una collezione di mobili per Mirabili Arte di Abitare, ed espone opere inedite alla Galleria Mirabili di Firenze. Sempre con la collaborazione di Mirabili colloca in viale Verdi una scultura in ferro colorato RossoAirone dedicata al Comune di Montecatini.
Progetta nel 2005 una vetrata di 60 metri per il nuovo Ospedale Meyer di Firenze e presenta per il Comune di Pistoia un grande lavoro Parlarsi.
Come illustratore pubblica con Andrea Rauch per La Biblioteca junior quattro libri per bambini Notte di luna che vincerà il Premio Andersen come miglior albo illustrato, Zan-denti, Pinocchio e Il Filo.
Negli ultimi anni si è dedicato alla realizzazione del premio Capalbio Cinema, non che alla progettazione delle vetrate del nuovo Museo della Resistenza a Siena. Nel 2007 è presente alla mostra Mirabili Arte d’Abitare Letti d’autore, in occasione di Artefiera Bologna.
Dal 2009 è direttore artistico della Galleria Usher Arte di Lucca, dove, nell’ottobre 2010, inaugura una personale dedicata a Robespierre; con la casa editrice Usher Arte pubblica nello stesso anno una raccolta di lavori intitolata Cinquanta piccoli De Poli.
Nel 2011 espone a Pistoia presso la Galleria Vannucci Collages ed altre storie ed è presente al Museo delle Genti di Pescara con la monografica Robespierre, Robespierre.
Nel 2012 a Vasto inaugura a Palazzo Mattioli l’antologica 20 anni con Vasto, curata da Nicola Cucinieri; nello stesso anno apre a Palazzo Farnese la mostra Le stanze della meraviglia, collabora al n. 10 della rivista «Bau», realizza il maxiposter Scrittori in piazza per la Nuova Libreria di Vasto e partecipa al Moka Arte Contemporanea presso il Museo di Montecatini Terme.
Nel maggio 2013 tiene la monografica Easy presso la Galleria d’Arte Frediano Farsetti, Firenze. Nei mesi di ottobre e dicembre 2014 espone a Palazzo Malaspina (San Donato in Poggio) con una mostra intitolata Farepitturacontinuamente. Nel mese di giugno 2014 per la VI edizione del progetto enoartistico della Fattoria di Sant’Appiano (Barberino val d’Elsa) propone una mostra all’interno della cantina “Vicino alle stelle” realizzandone anche l’etichetta per i vini dell’anno.
Nel mese di dicembre 2014 inaugura una personale a Pietrasanta (ArtGallery il Cesello). Dal 2019 è un membro della Giuria del Premio internazionale Lexenia "Arte e Giustizia", con altri artisti di primo piano come la cantante Iskra Menarini, il violoncellista Enrico Guerzoni, il chitarrista, produttore e arrangiatore Bruno Mariani, lo scrittore Rigel Bellombra, il giornalista e critico musicale Enrico Deregibus, il regista e attore argentino Carlos Branca e il trombettista Frank Nemola.

## Esposizioni
Ha partecipato alla Rassegna internazionale d'arte G. B. Salvi nel 1969 e alla X Quadriennale di Roma nel 1975.